# Roberto Scarpinato

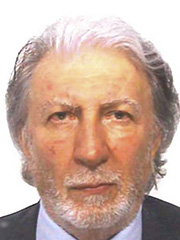
Roberto Scarpinato

Roberto Scarpinato (* 14. Januar 1952 in Caltanissetta, Sizilien) ist ein italienischer Politiker der 5-Sterne-Bewegung und ehemaliger Staatsanwalt. Seit 2022 ist er Mitglied des Senats. Scarpinato war leitender Oberstaatsanwalt im Anti-Mafia-Pool in Palermo und gilt als einer der aktivsten Mafiajäger. Deswegen steht er seit 1989 unter ständigem Personenschutz.

## Leben
Scarpinato ist Sohn eines Richters, der in den 1950er Jahren im Kampf gegen die Mafia aktiv war. An der Universität Catania studierte er Rechtswissenschaften. Nach Studiumsabschluss nahm er 1977 eine Stelle als Richter in Rom an. 1988 kehrte er nach Palermo zurück, wo er zum Anti-Mafia-Pool rund um die Richter Giovanni Falcone und Paolo Borsellino stieß, die beide 1992 von der Mafia ermordet wurden.
Er richtete in der Staatsanwaltschaft von Palermo eine Abteilung ein, die ausschließlich Ermittlungen über Mafiaverbrechen führt, die in einem Zusammenhang mit Politik und Wirtschaft stehen. So bereitete er als stellvertretender Generalstaatsanwalt die Anklagen für eine Reihe von bekannten Strafprozessen vor, darunter das Verfahren im Zusammenhang mit der Ermordung des Präsidenten der Region Sizilien, Piersanti Mattarella, oder des damaligen Polizeichefs Carlo Alberto Dalla Chiesa. Im Strafprozess gegen den mehrmaligen italienischen Ministerpräsidenten Giulio Andreotti, der 2003 mit einem Freispruch wegen Verjährung endete, war er Chefankläger.
Vertraut mit den Machenschaften der organisierten Kriminalität hielt Scarpinato am 5. Februar 2010 am Karlsruher Institut für Technologie im Rahmen der 14. Karlsruher Gespräche den Festvortrag mit dem Titel Organisiertes Verbrechen – die Kriminalität im 3. Jahrtausend.

## Werk
- Roberto Scarpinato, Saverio Lodato: Il ritorno del principe. Chiarelettere, Milano 2008, ISBN 978-88-6190-056-1.
- Roberto Scarpinato: Die Mafia in der globalen Welt: Schurkenwirtschaft. In: Frankfurter Rundschau. 8. Februar 2010.
- Roberto Scarpinato: Organised Crime in the Third Millennium. In: Caroline Y. Robertson-von Trotha (Hrsg.): Organised Crime. Dark Sides of Globalisation (= Kulturwissenschaft interdisziplinär/Interdisciplinary Studies on Culture and Society. Band 8). Baden-Baden 2012, ISBN 978-3-8329-5818-3.